# اشتداد سريع

الاشتداد السريع يشير إلى شدة انحدار الضغط الجوي في نظام الضغط المنخفض، وازدياد الفارق ما بين قيمة الضغط في مركز المنخفض الجوي وقيمته عند أطراف المنخفض، وكلما ازداد الفارق ازداد التعاظم، لذا يقال: منخفض في حالة تعاظم، والتعاظم يعاكس الامتلاء، وكلما تعاظم المنخفض أكثر ازدادت فعاليته.